# Theodor Ohlsen
Theodor Ohlsen (* 1855 in Klein-Brebel; † 1913 in Wiesbaden) war ein deutscher Landschafts-, Marine- und Bildnismaler.

## Leben
Theodor Ohlsen, Sohn eines Schneiders, studierte in Hamburg, München und Berlin, wo er unter anderem Schüler von Gyula Benczúr, Ludwig von Löfftz, Karl Gussow und Franz von Defregger war. Am 20. Oktober 1880 trat er in die Akademie der Bildenden Künste München ein. Er war Mitglied des Hamburger Künstlervereins. 
Von 1883 bis 1893 bereiste er mehrere Kontinente; wobei Chile ihn besonders faszinierte. Er hielt das Land mit seinen Menschen und Lebensformen in vielen, auch kulturhistorisch bedeutsamen Reisebildern fest. Nach seiner Rückkehr nach Hamburg stellte er 1895 zwei großformatige Marinebilder in der Hamburgischen Großen Kunstausstellung und im Sächsischen Kunstverein aus. Später war er in Wiesbaden tätig, wo er 1913 verstarb.

## Werke (Auswahl)

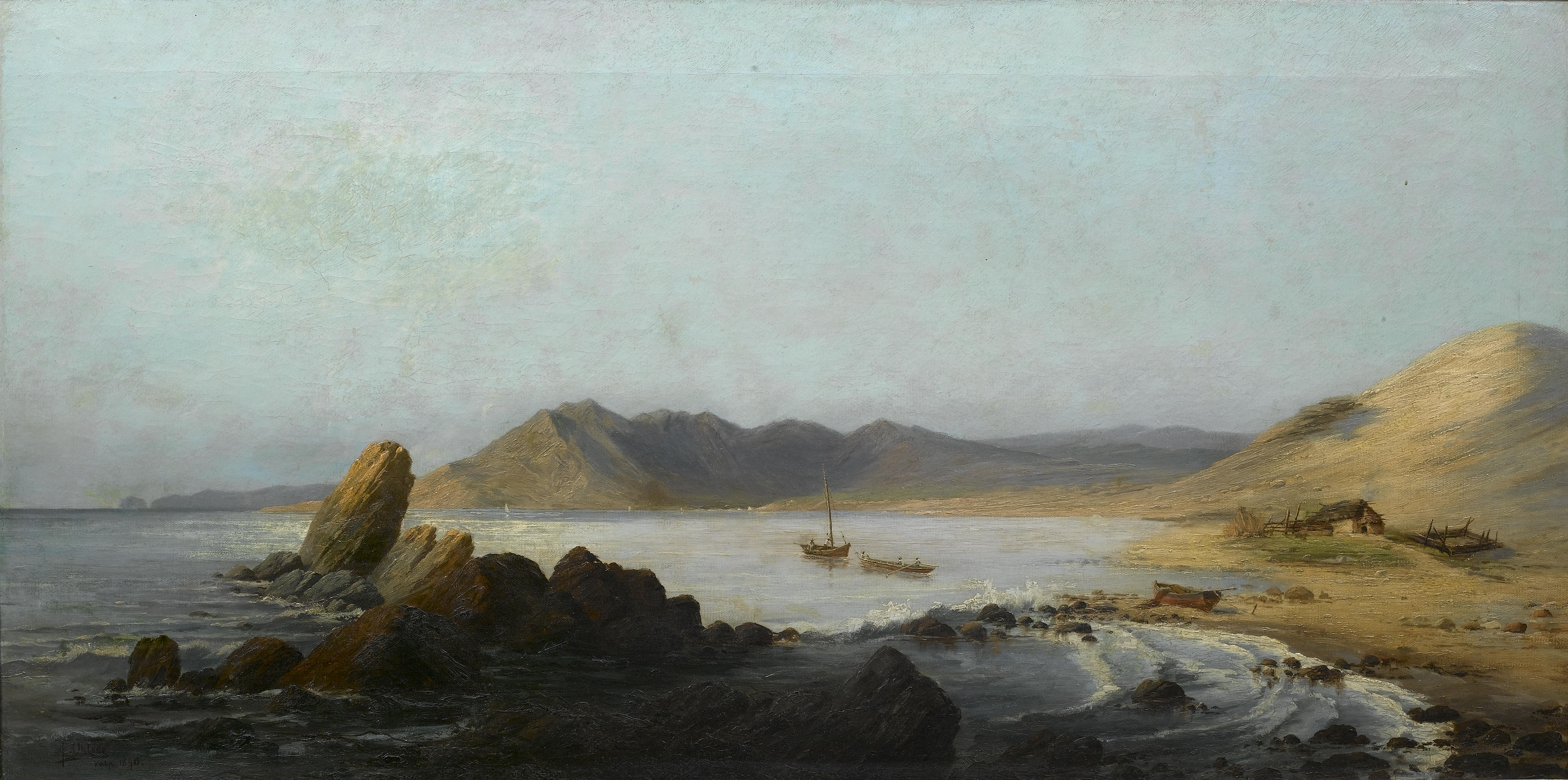
Blick auf die chilenische Küste bei Valparaiso, 1890
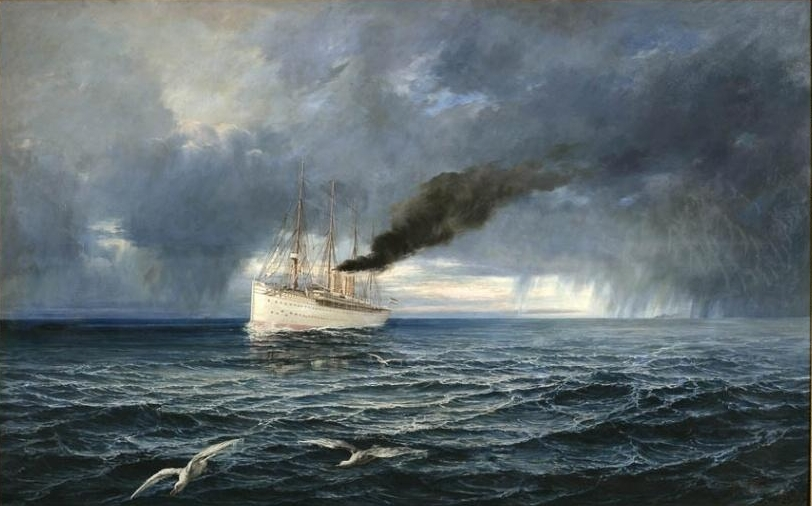
Dampfschiff ‚Kaiser Wilhelm II‘ auf hoher See, 1893
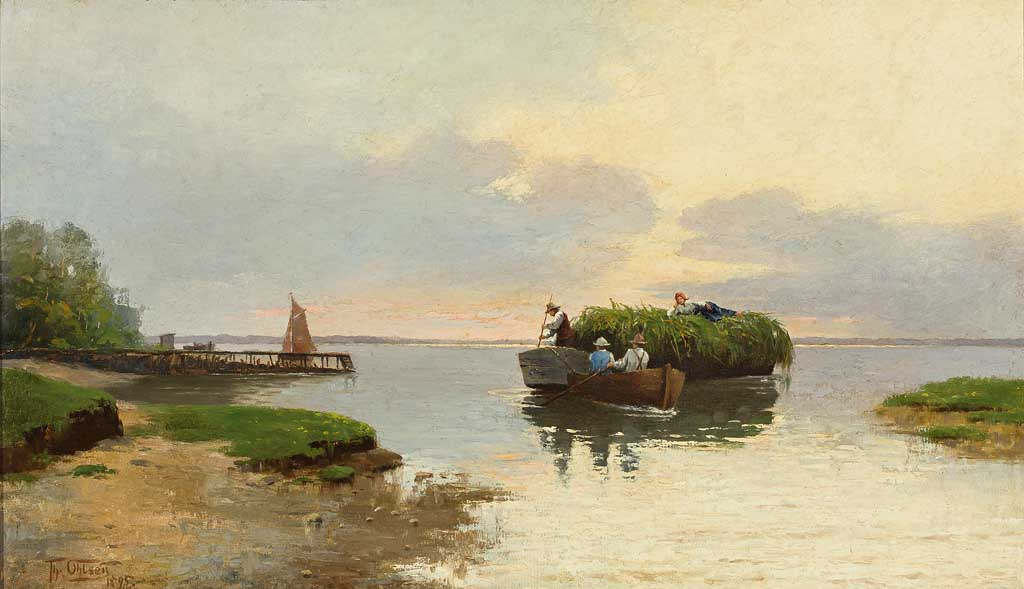
Ernteboot auf einem See, 1895
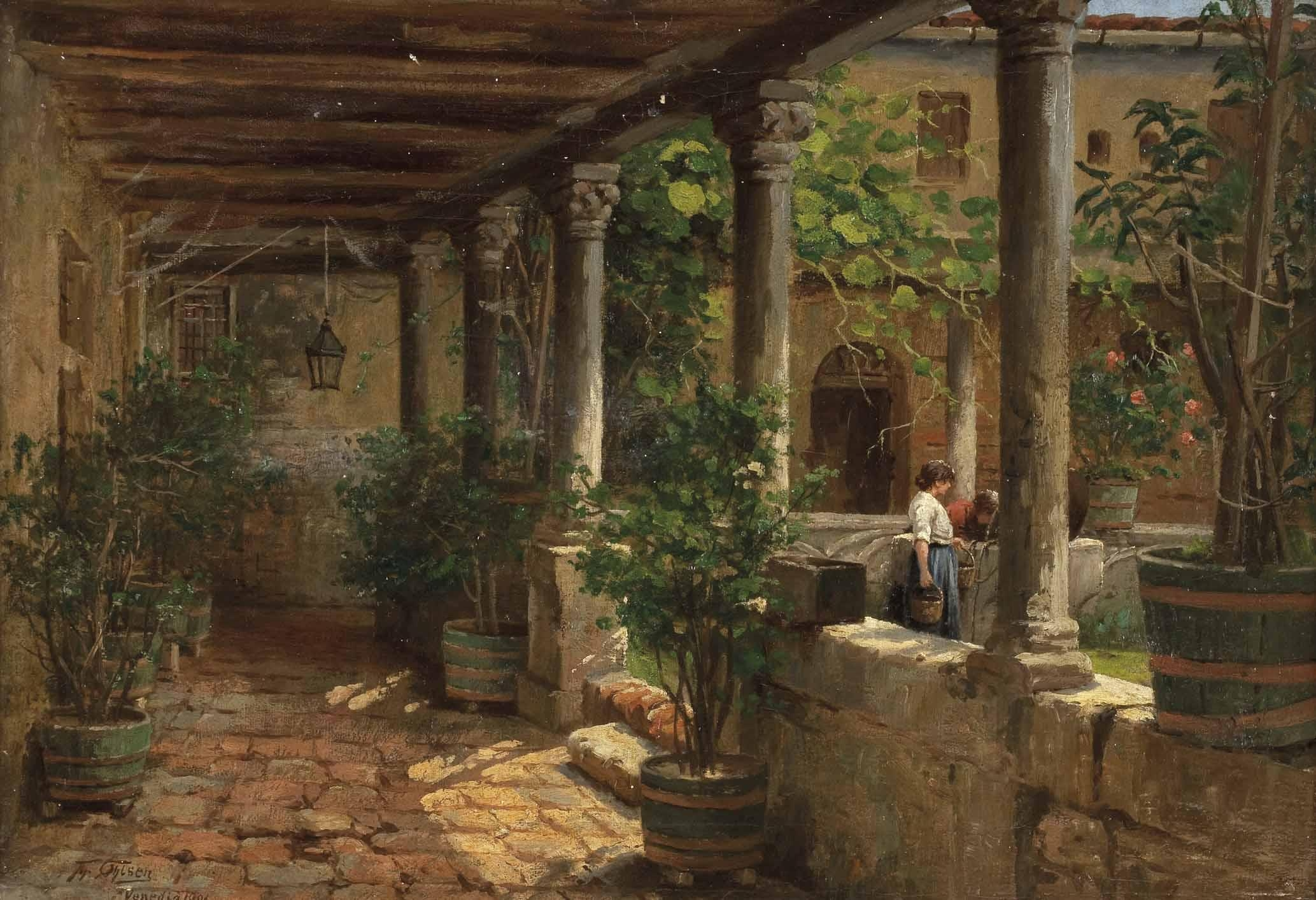
Innenhof eines Palazzos in Venedig mit zwei Frauen am Brunnen, 1901
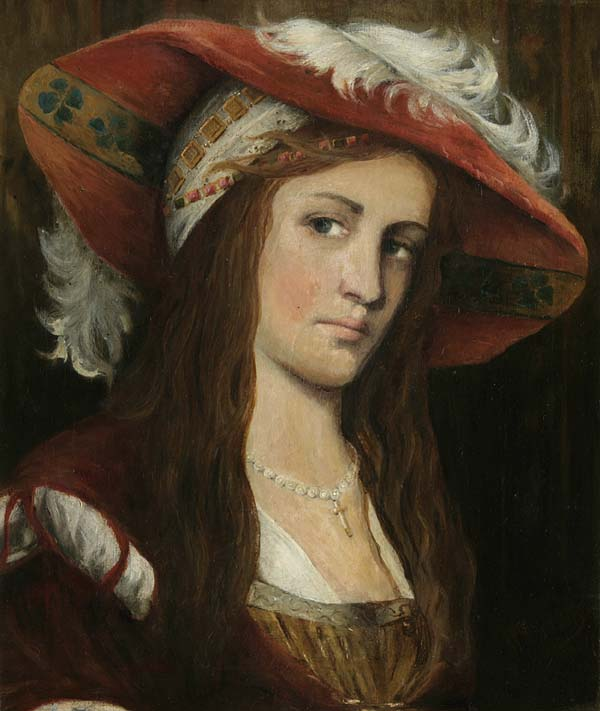
Mädchen mit Hut, 1907

Seine Heliogravüre Picknick in einer Palmen-Quebrada befindet sich im Gutenberg-Museum in Mainz.

## Veröffentlichungen
- Durch Süd-Amerika. 50 Tafeln in Photogravüre auf Karton. Kunstverlag Louis Bock & Sohn, Hamburg / Leipzig 1894

## Ehrungen
Das Ohlsen-Haus, das 2001 fertiggestellte Dorfgemeinschaftshaus des Ortes Brebel, ist neben anderen nach Theodor Ohlsen benannt.